# Adonisea coercita
Adonisea coercita là một loài bướm đêm trong họ Noctuidae.